# Los de Barcelona
Los de Barcelona es un libro de H.E.Kaminski, seudónimo de Hanns-Erich Kaminski, un intelectual alemán de simpatías libertarias, que al igual que George Orwell, fue testigo directo de la revolución social ocurrida en España, en la Barcelona Libertaria en concreto. Todo lo explica en este libro cuyo título original es Ceux de Barcelone, 1937. La primera edición en castellano es del año 1976 de Ediciones del Cotal y la segunda edición es del año 2002, siendo la editorial Parsifal Ediciones de Barcelona.
Un libro que explica la historia de quienes la hacen, el pueblo, Los de Barcelona es un testimonio lírico y sentido de aquellos días confusos de entusiasmo en que la experiencia libertaria catalana representada, tras el fracaso de la revolución rusa, la esperanza de un mundo que quería cambiar y tenía que hacerlo".
- Datos: Q5980757